# Brandon Thatch
Pour les articles homonymes, voir Thatch.
Brandon Thatch, né le 11 juillet 1985 à Denver au Colorado, est un pratiquant américain d'arts martiaux mixtes (MMA). Il a notamment évolué au sein de l'Ultimate Fighting Championship avant de voir son contrat résilié par la fédération en mars 2017,.

## Distinctions
- Ultimate Fighting Championship
  - Combat de la soirée (une fois) (contre Benson Henderson)
  - KO de la soirée (une fois)

## Palmarès en arts martiaux mixtes
| 16 combats     | 11 victoires | 5 défaites |
| Par KO         | 8            | 0          |
| Par soumission | 3            | 4          |
| Sur décision   | 0            | 1          |

| Résultat | Record | Adversaire        | Méthode                                | Événement                               | Date              | Round | Temps | Lieu                                | Notes                |
| -------- | ------ | ----------------- | -------------------------------------- | --------------------------------------- | ----------------- | ----- | ----- | ----------------------------------- | -------------------- |
| Défaite  | 11-5   | Niko Price        | Soumission (étranglement bras-tête)    | UFC 207: Nunes vs. Rousey               | 30 décembre 2016  | 1     | 4:30  | Las Vegas, Nevada, États-Unis       |                      |
| Défaite  | 11-4   | Siyar Bahadurzada | Soumission (étranglement bras-tête)    | UFC 196: McGregor vs. Diaz              | 5 mars 2016       | 3     | 1:55  | Las Vegas, Nevada, États-Unis       |                      |
| Défaite  | 11-3   | Gunnar Nelson     | Soumission (étranglement arrière)      | UFC 189: Mendes vs. McGregor            | 11 juillet 2015   | 1     | 2:54  | Las Vegas, Nevada, États-Unis       |                      |
| Défaite  | 11-2   | Benson Henderson  | Soumission (étranglement arrière)      | UFC Fight Night: Henderson vs. Thatch   | 14 février 2015   | 4     | 3:58  | Broomfield, Colorado, États-Unis    | Combat de la soirée. |
| Victoire | 11-1   | Paulo Thiago      | KO (coup de genou au ventre)           | UFC Fight Night: Belfort vs. Henderson  | 9 novembre 2013   | 1     | 2:10  | Goiânia, Goiás, Brésil              |                      |
| Victoire | 10-1   | Justin Edwards    | TKO (coups de genou et coups de poing) | UFC Fight Night: Condit vs. Kampmann II | 28 août 2013      | 1     | 1:23  | Indianapolis, Indiana, États-Unis   | KO de la soirée.     |
| Victoire | 9-1    | Mike Rhodes       | Soumission (étranglement arrière)      | RFA 7: Thatch vs. Rhodes                | 9 novembre 2013   | 1     | 2:22  | Broomfield, Colorado, États-Unis    |                      |
| Victoire | 8-1    | Martin Grandmont  | Soumission (étranglement arrière)      | Instinct MMA: Instinct Fighting 4       | 29 juin 2012      | 1     | 1:55  | Montréal, Québec, Canada            |                      |
| Victoire | 7-1    | Jory Erickson     | KO (coup de genou)                     | Instinct MMA: Instinct Fighting 3       | 31 mars 2012      | 1     | 0:18  | Sherbrooke, Québec, Canada          |                      |
| Victoire | 6-1    | Patrick Vallée    | TKO (coups de poing)                   | Instinct MMA: Instinct Fighting 2       | 2 décembre 2011   | 1     | 0:15  | Québec, Québec, Canada              |                      |
| Victoire | 5-1    | - Chidi Njokuani  | TKO (coups de poing)                   | ROF 41: Bragging Rights                 | 20 août 2011      | 1     | 0:53  | Broomfield, Colorado, États-Unis    |                      |
| Victoire | 4-1    | Chris Holland     | KO (coups de poing)                    | ROF 40: Backlash                        | 16 avril 2011     | 1     | 0:19  | Broomfield, Colorado, États-Unis    |                      |
| Victoire | 3-1    | Danny Davis Jr.   | Soumission (étranglement arrière)      | ROF 39: Summer Brawl 2                  | 27 août 2010      | 1     | 4:12  | Denver, Colorado, États-Unis        |                      |
| Victoire | 2-1    | Michael Arrant    | KO (head kick)                         | ROF 33: Adrenaline                      | 10 janvier 2009   | 1     | 0:18  | Broomfield, Colorado, États-Unis    |                      |
| Défaite  | 1-1    | Brandon Magana    | Décision partagée                      | Strikeforce: At the Mansion II          | 20 septembre 2008 | 3     | 3:00  | Los Angeles, Californie, États-Unis |                      |
| Victoire | 1-0    | Mike Crisman      | TKO (coups de genou)                   | ROF 32: Respect                         | 13 juin 2008      | 1     | 0:38  | Broomfield, Colorado, États-Unis    |                      |